# Funzionario internazionale

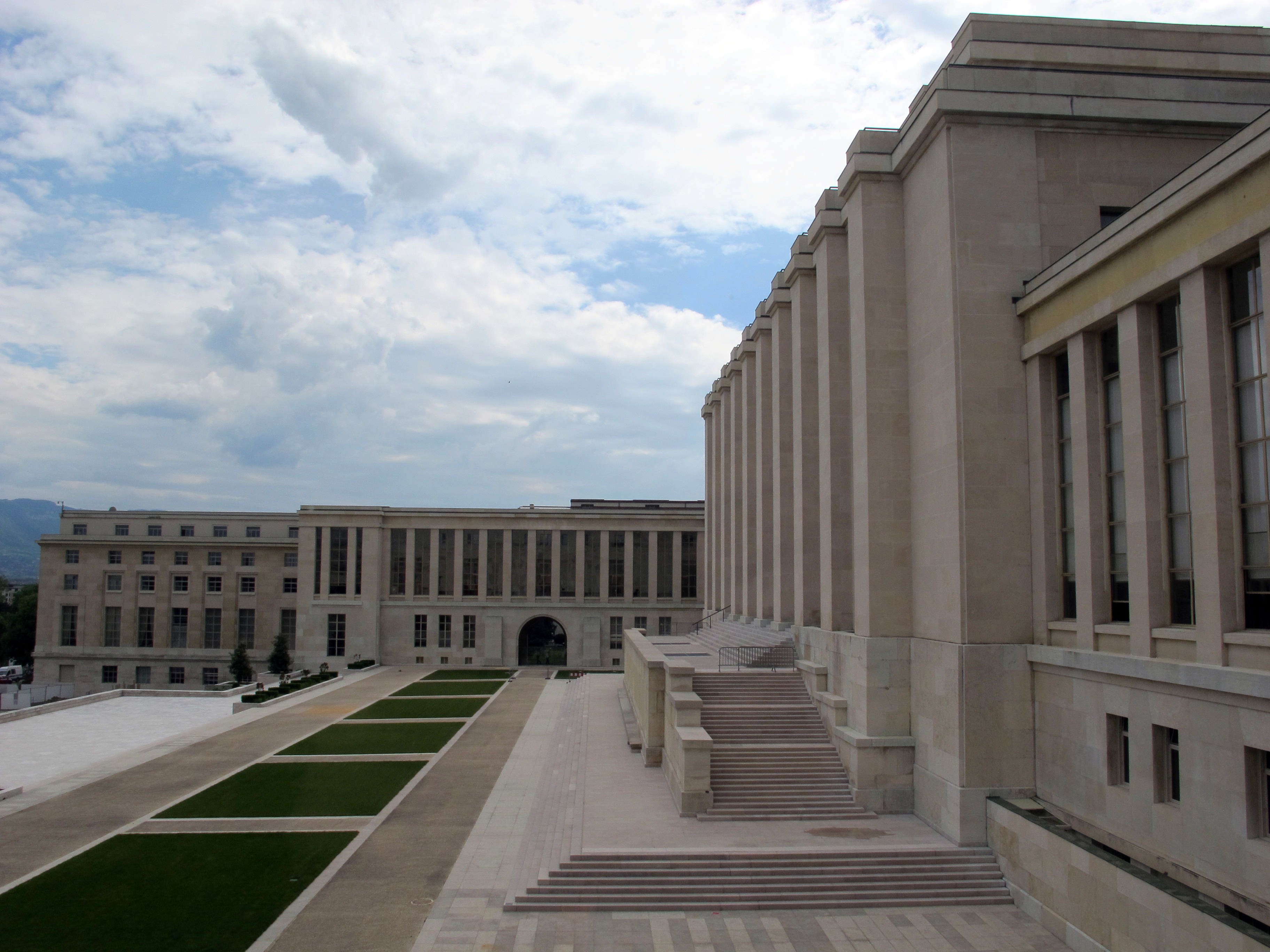
Sede delle Nazioni Unite a Ginevra

Un funzionario internazionale è un funzionario attraverso il quale un'organizzazione internazionale svolge le proprie attività e intrattiene relazioni con uno Stato membro o con un'altra organizzazione internazionale.
Sia nelle proprie missioni all'estero che in sede, spesso la figura del funzionario internazionale è equiparata a quella del diplomatico, se dipendente di un'organizzazione intergovernativa come le Nazioni Unite, l'Unione europea o la NATO. A questi sono infatti concesse alcune immunità diplomatiche come l'inviolabilità personale e l'immunità fiscale, in quanto rappresentanti degli interessi di un'organizzazione composta da diversi governi.

## Funzionari delle Nazioni Unite

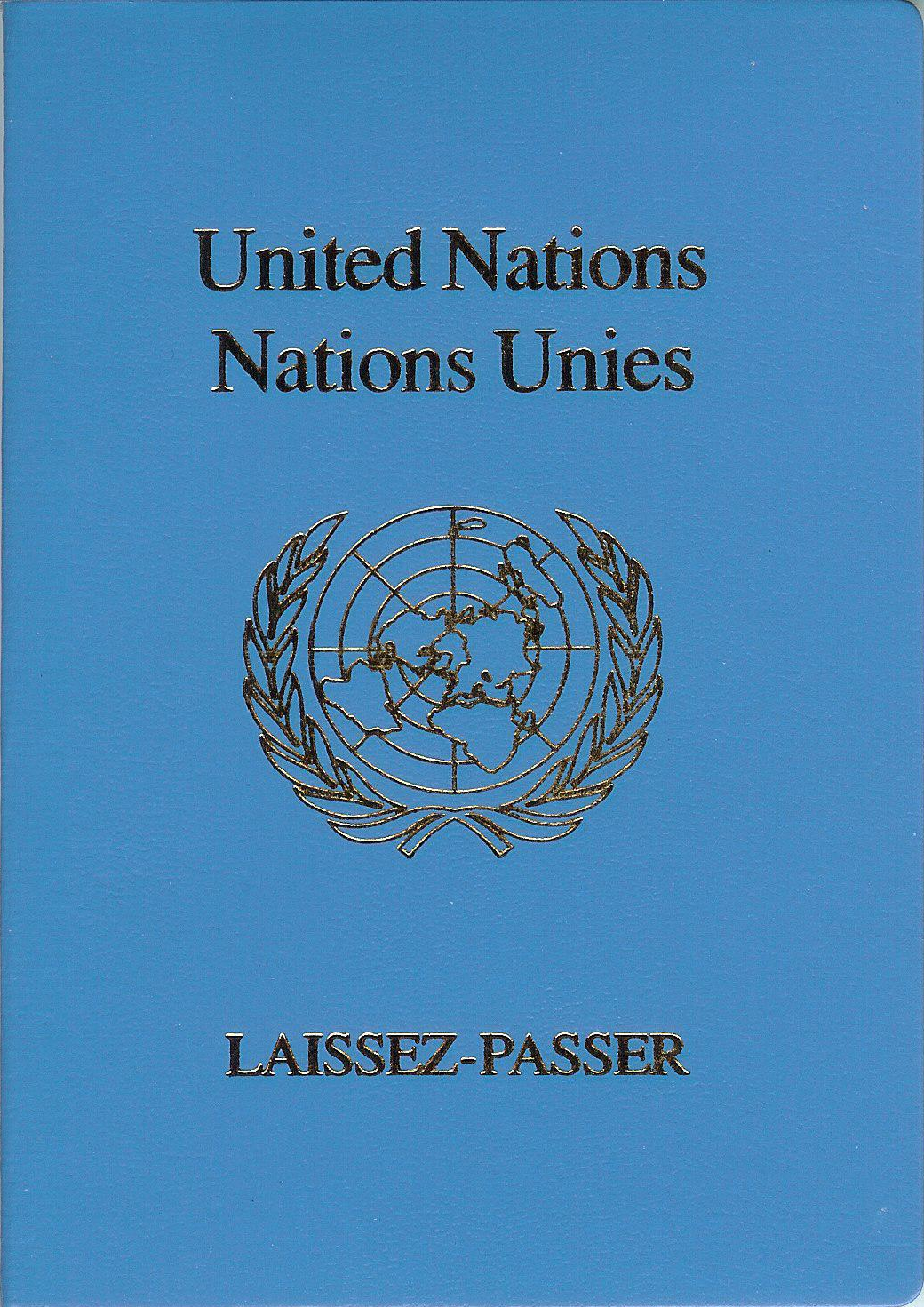
Lasciapassare delle Nazioni Unite

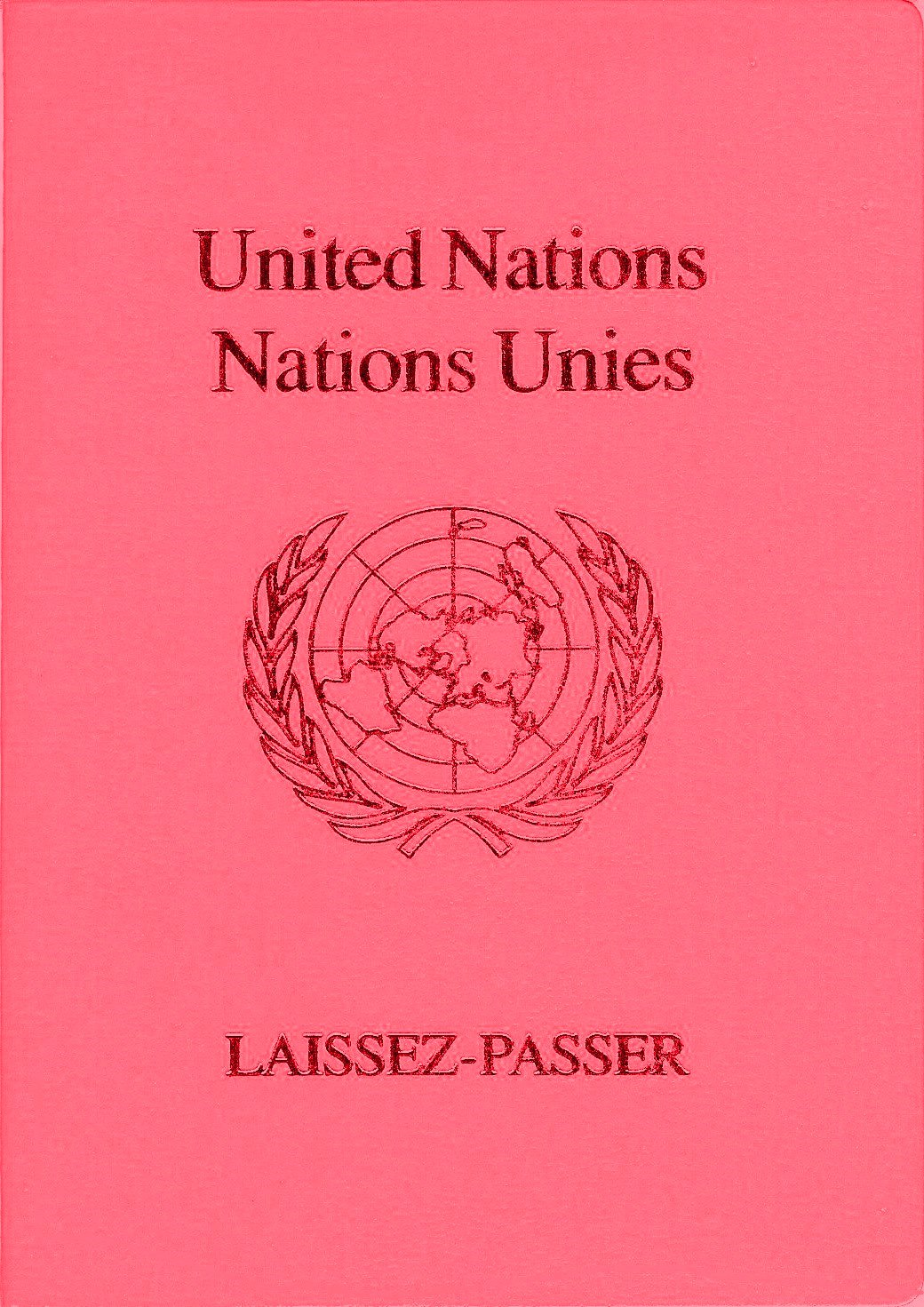
Lasciapassare diplomatico delle Nazioni Unite

La figura del funzionario internazionale è spesso associata con i dipendenti delle Nazioni Unite, attivi in missioni e rappresentanze in tutto il mondo e provvisti, nei propri viaggi ufficiali, di lasciapassare, oltre che essere soggetti a speciali trattamenti e immunità attraverso convenzioni con i singoli Paesi ospitanti. Ai funzionari del Segretariato e delle agenzie specializzate dell'ONU vengono infatti estese alcune immunità diplomatiche secondo la Convenzione di New York sui privilegi e le immunità delle Nazioni Unite del 1946.
La gerarchia dei funzionari ONU si articola in:
- Alti ufficiali (Senior Officials - SG, DSG, USG, ASG, SRSG) come il segretario generale, il vicesegretario generale, i sottosegretari generali, gli assistenti segretari generali e i rappresentanti del segretario generale, a cui viene conferito il lasciapassare rosso;
- Ufficiali (Officers - P, D), come i funzionari agli affari politici, all'informazione pubblica, ai diritti umani, etc., con lasciapassare blu;
- Personale d'amministrazione (Administrative Staff - G, TC, S, PIA, LT), con lasciapassare blu;
- Personale di supporto (Field Support Staff - FS), con contratto locale.